# Björnlandet Nationalpark
Björnlandet er en nationalpark i nærheden af landsbyen Fredrika i Åsele kommun i den sydøstlige del af Västerbottens län i Lappland.
Parken blev oprettet i 1991 og omfatter 1.100 hektar. Området er præget af en storslået urskov, med tydelige spor af flere store skovbrande.

## Naturreservat
Op til nationalparken ligger naturreservaterne Björnlandet Syd og Björnlandet Öst.